# Le Rêveur
Ne doit pas être confondu avec Un rêveur ou Les Rêveurs.
Pour le film israélien, voir Le Rêveur (film).
Le Rêveur (en allemand :  Der Träumer) est un tableau du peintre allemand Caspar David Friedrich, réalisé entre 1835 et 1840.

## Description
Le tableau est une peinture à l'huile sur toile, mesurant 27 × 21 cm. C'est un tableau typique du mouvement artistique du Romantisme allemand de par l'émotion qu'il suscite à celui qui le regarde. Il représente une partie d'un édifice religieux en ruine. Une lumière de soleil couchant apparaît en arrière fond. L'artiste joue sur les contrastes avec un premier plan architectural laissé dans l'ombre, qui ouvre sur le second la lumière d'un monde inconnu. Ces baies géminées représentent ainsi une porte vers le rêve. L'horizon est indistinct, dans une certaine forme d'abandon. Le personnage semble contempler le paysage, adossé à un pilier, et le spectateur se retrouve donc à observer un personnage qui contemple à son tour, ou bien qui se perd dans son monde intérieur[réf. nécessaire].

## Historique
Caspar David Friedrich a peint Le Rêveur entre 1835 et 1840.
Ce tableau est actuellement exposé au Musée de l'Ermitage à Saint-Pétersbourg en Russie.